# George Benton
George Benton (* 15. Mai 1933 in Philadelphia, Pennsylvania, USA; † 9. September 2011) war ein US-amerikanischer Boxer und Boxtrainer.

## Boxkarriere
Seinen ersten Kampf als Amateur bestritt Benton im Alter von 13 Jahren. Mit 16 Jahren stieg er ins Profigeschäft ein. Aktiv war er von 1949 bis 1970. Er konnte einige beachtliche Gegner schlagen, darunter der spätere Weltmeister im Schwergewicht Jimmy Ellis und der spätere Weltmeister im Mittelgewicht Joey Giardello, und galt Anfang der 1960er als bester Boxer im Mittelgewicht. Dennoch gelang es ihm nie einen Weltmeistertitel zu erringen. Er bestritt insgesamt 76 Profikämpfe und konnte 62 davon siegreich gestalten (37 durch K. o.), 13 verlor er und einer ging unentschieden aus. Benton gehört zu den wenigen Boxern, die in ihrer gesamten Karriere nie zu Boden gingen.

## Trainerkarriere
Benton gilt ohne Zweifel als bester Boxtrainer aller Zeiten. So führte er den Rechtsausleger Johnny Bumphus im Jahre 1984 zum WBA-Weltmeister im Halbweltergewicht. Von 1984 bis 1992 trainierte er zusammen mit Lou Duva Evander Holyfield. Auch trainierte er Joe Frazier. Rocky Lockridge wurde unter seiner Fittiche im Superfedergewicht Weltmeister der WBA und der IBF und Meldrick Taylor Weltmeister der IBF im Halbwelter- und der WBA im Weltergewicht.
Der dreifache Weltmeister im Leicht-, zweifache Weltmeister im Halbwelter- und Weltmeister im Weltergewicht und Hall of Famer Pernell Whitaker wurde ausschließlich von ihm und Duva trainiert.
Benton war der erste Boxtrainer, der von der BWAA im Jahre 1989 mit dem Eddie Futch Award zum „Welttrainer des Jahres“ ausgezeichnet wurde. Im Jahr darauf erhielt Benton diesen Preis abermals.
Im Jahre 2001 wurde George Benton als Trainer in die International Boxing Hall of Fame aufgenommen.

### Trainierte Boxer
- Bennie Briscoe
- Johnny Bumphus
- Randall Cobb
- Evander Holyfield
- Joe Frazier
- Rocky Lockridge
- Oliver McCall
- Mike McCallum
- Willie (The Worm) Monroe
- Michael Moorer
- Alex Ramos
- Leo Randolph
- Leon Spinks
- Meldrick Taylor
- Pinklon Thomas
- Pernell Whitaker
- Jimmy Young
- Curtis Parker
- Tyrell Biggs